# Brzezie (powiat opatowski)
Brzezie – wieś sołecka w Polsce położona w województwie świętokrzyskim, w powiecie opatowskim, w gminie Opatów. Leży przy drodze krajowej nr 74.
| SIMC    | Nazwa           | Rodzaj    |
| ------- | --------------- | --------- |
| 0801208 | Brzezie-Kolonia | część wsi |
| 0801214 | Brzezie-Wieś    | część wsi |

Prywatna wieś szlachecka położona była w drugiej połowie XVI wieku w powiecie sandomierskim województwa sandomierskiego.
W latach 1954–1958 wieś należała i była siedzibą władz gromady Brzezie, po jej zniesieniu w gromadzie Oficjałów. W latach 1975–1998 miejscowość należała administracyjnie do województwa tarnobrzeskiego.
Według spisu powszechnego z roku 1921 spisano: w kolonii Brzezie „A” domów 32, 214 mieszkańców, kolonii Brzezie „B” domów 28, mieszkańców 168, wsi Brzezie Szlacheckie 29 domów, 186 mieszkańców.